# Sungai Junjangan
Sungai Junjangan is een bestuurslaag in het regentschap Indragiri Hilir van de provincie Riau, Indonesië. Sungai Junjangan telt 3669 inwoners (volkstelling 2010).